# 数理统计学
数理统计（英語：Mathematical statistics）是统计学的数学基础，从数学的角度去研究统计学，为各种应用统计学提供理论支持。

数据集上的线性回归图。回归分析是数理统计的重要部分